# Ladies' Morning Musical Club
Le Ladies' Morning Musical Club (LMMC) est un club de mélomanes fondé en 1892 à Montréal au Canada par Mary Bell et sept de ses amies, dont Adele Sise.
Cette institution musicale est créée dans le but d'approfondir l'étude des grands classiques de la musique instrumentale et vocale. De nos jours, les représentations ont lieu à la salle Pollack de l'Université McGill. 

## Histoire

### Naissance

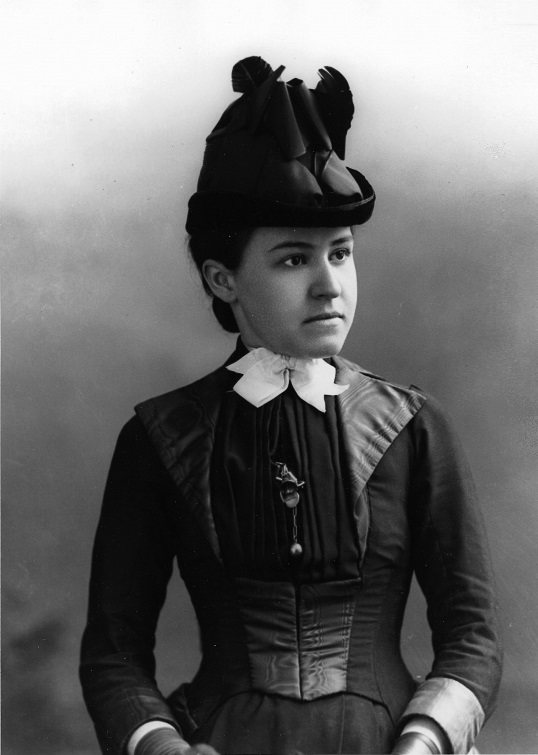
Mary Bell, 1890

Mary Bell et sept musiciennes montréalaises issues de la bourgeoisie anglophone, fondent le Ladies' Morning Musical Club en 1892 dans le but de faire connaître des musiques de chambre à un public exclusivement féminin, mais également leur présenter de jeunes talents prometteurs canadiens. Les rencontres ont lieu chaque mardi matin d'où le nom de Ladies' Morning Musical Club (LMMC). 
La première représentation a lieu en novembre 1892, au Square Dominion, dans une salle de YMCA. L'idée de ses spectacles est tellement bien accueillie par ses membres que le club recrute 200 membres lors de la première année. L'organisation doit son succès pour son avant-gardisme, son dynamisme et son efficacité, mais également pour sa promotion envers la musique classique, ce qui lui confère une importante place au sein de la société musicale montréalaise.

#### Ses débuts
Les premières représentations sont données uniquement par les membres du LMMC, bien que parfois des musiciens professionnels les accompagnent. En 1895, le club connaît un véritable succès en recevant le violoniste belge Eugène Ysaÿe, ce qui lui permet de diversifier son programme musical ainsi que de se restructurer.
Ainsi, le club ouvrira ses portes à un public marqué d'hommes à partir des années 1969 et accueillera des artistes canadiens tels que Léopold Simoneau, Pierrette Alarie, Glenn Gould et Maureen Forrester mais également des musiciens internationaux comme Isaac Stern, Vladimir Horowitz, Benjamin Britten et d'autres,.

### Évolution
Se produisant tout d'abord au YMCA, le succès que lui confère le club l'oblige à changer de lieu et accueille ainsi ses membres dans une salle de bal du Ritz-Carlton, puis dans la salle de la Comédie-Canadienne, de l'Hôtel Mont-Royal et à la salle Maisonneuve de la Place des Arts. Aujourd'hui, le club se produit à la Salle Pollack de l'Université McGill, permettant d'offrir à 600 invités, une acoustique de la plus haute qualité ainsi que des concerts dans son intimité la plus absolue.
En un siècle, le club a connu des changements tant dans ses représentations que dans ses membres. En effet, le club s'est démocratisé dans les années 1970 en recevant des membres féminins comme masculins, toutes langues confondues. Dorénavant, des femmes francophones siègent au sein de l'organisation et les concerts n'ont plus lieu le mardi matin mais le dimanche après-midi, gardant l'idée originale des fondatrices. 
Toutefois, le club est toujours un organisme à but non-lucratif, supervisé par un comité de bénévoles et financé par le public et par des dons, ce qui permet d'offrir au public, des billets à prix attractifs. Malgré le contexte de guerres, le club assure plus de 120 saisons de spectacles ininterrompus et maintient l'esprit des fondatrices et la volonté de promouvoir un univers classique.

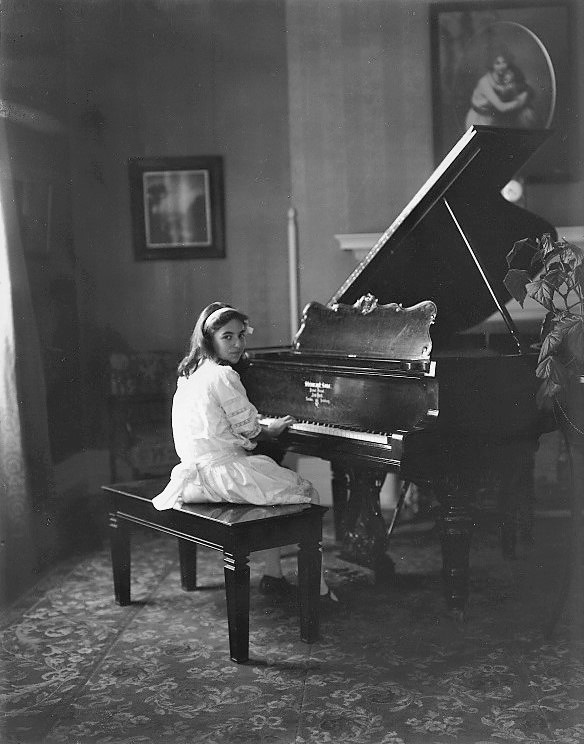
Ellen Ballon